# Steunpunt Levend Erfgoed

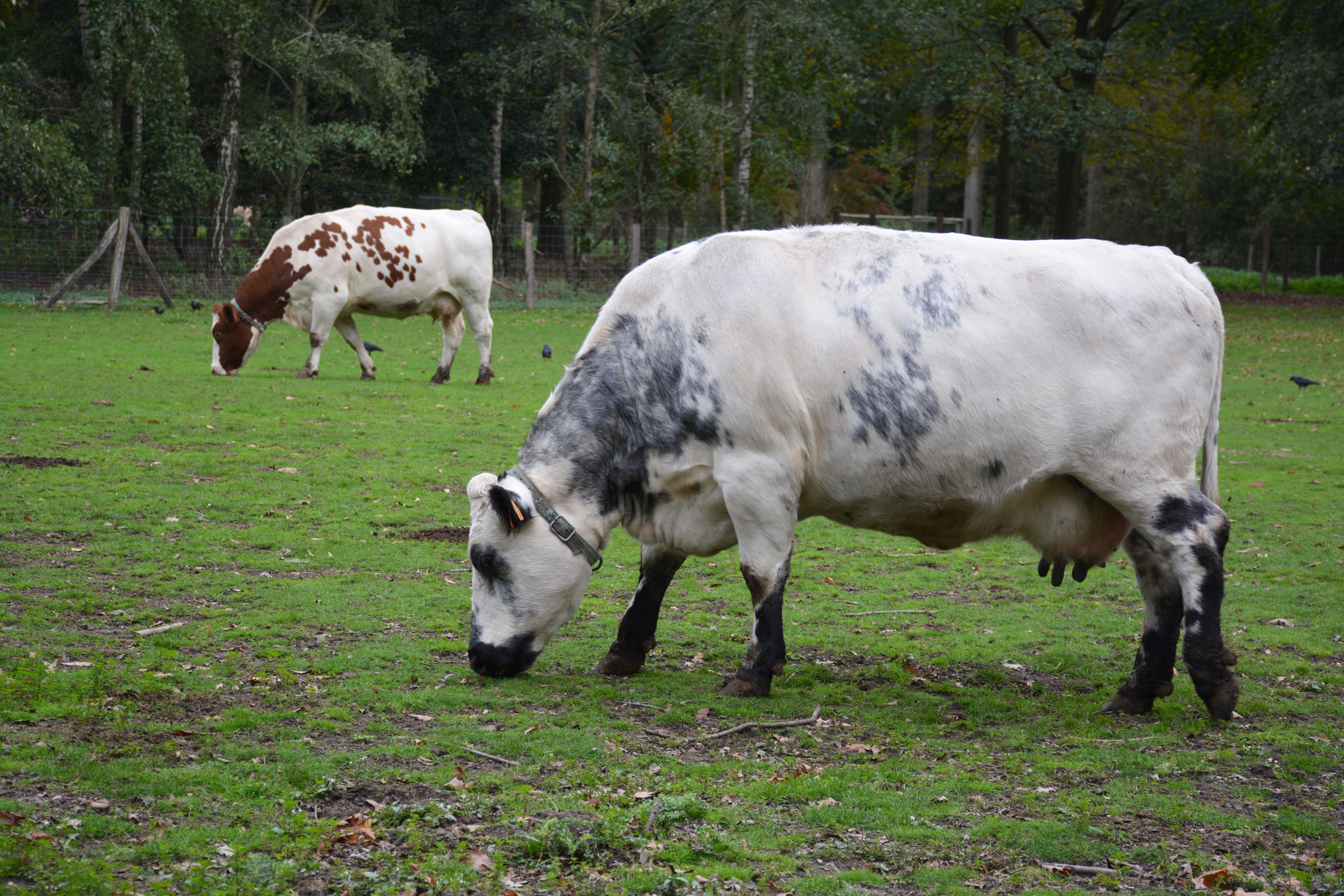
Belgisch witblauw en Oost-Vlaams witrood. Dieren van Steunpunt Levend erfgoed in het Levend erfgoedpark in domein Puyenbroeck te Wachtebeke, Oost-Vlaanderen.

Het Steunpunt Levend Erfgoed (afgekort SLE) is een Belgische vereniging zonder winstoogmerk. Doel van de vereniging is de bescherming van de Belgische oude en streekeigen boerderij- en neerhofdieren, het zogenoemde levend erfgoed.

## Historie
De vereniging werd opgericht op 5 juli 1993 onder de naam 'Vereniging voor het Behoud van zeldzame Huisdierrassen' (VBZH). Later werd de naam in eerste instantie gewijzigd naar 'Stichting Levend Erfgoed' en op 18 december 2005 n.a.v. gewijzigde wetgeving veranderd naar 'Steunpunt Levend Erfgoed'.  

## Focus

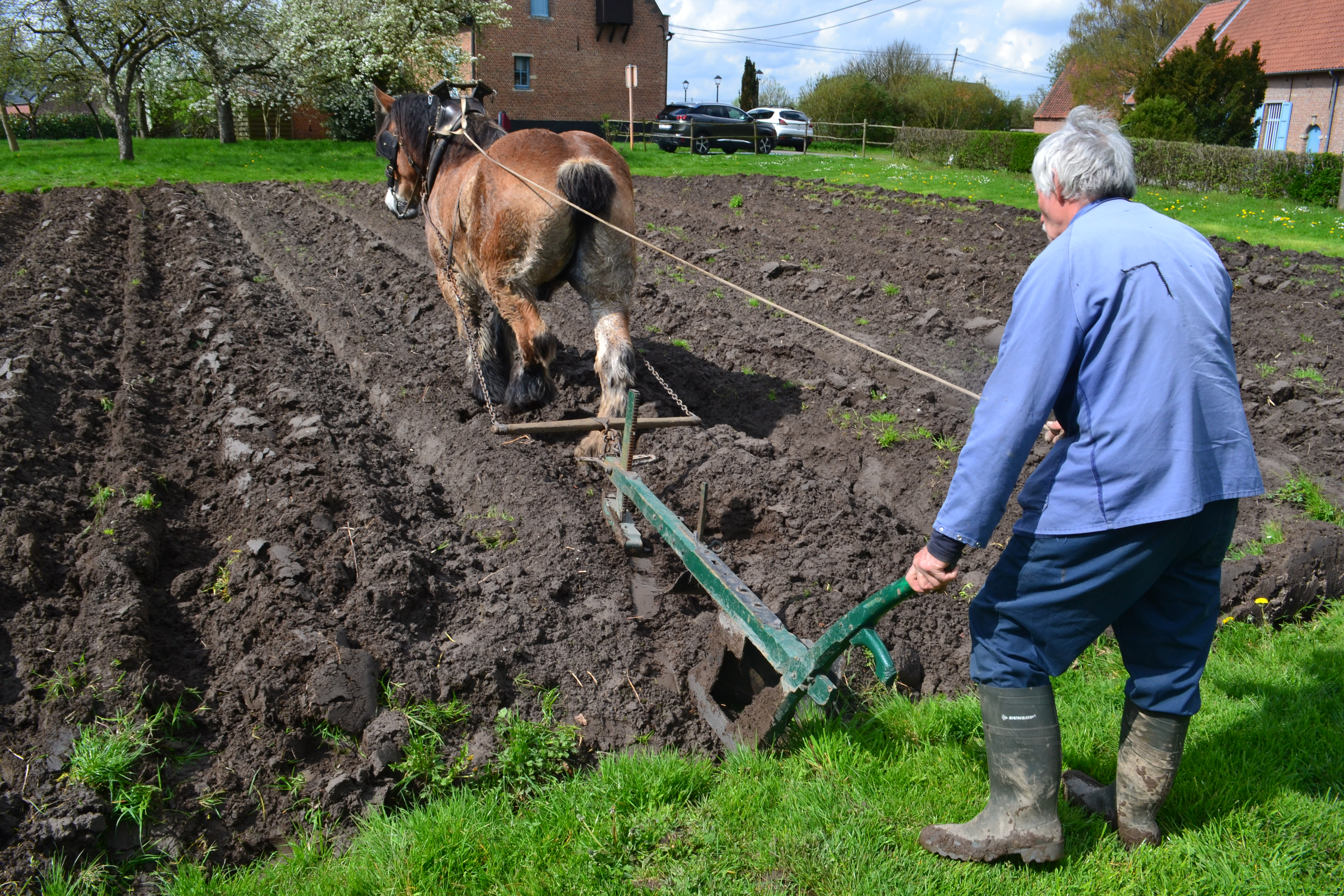
Het Belgisch trekpaard, levend erfgoed in museum 't Grom Sint-Katelijne-Waver

De vereniging heeft als doel het behouden van oude gedomesticeerde dierenrassen, het levend erfgoed, welke in sommige gevallen onder druk staan. SLE is erkend door de Vlaamse Regering als fokvereniging voor kleine herkauwers (stamboek voor lokale schapen- en geitenrassen) en voor het Vereenvoudigd beheer van neerhofdieren (VBN).
Steunpunt Levend Erfgoed is een ledenvereniging en organiseert manifestaties om de belangstelling voor oude rassen te vergroten, neemt deel aan diverse tentoonstellingen annex beurzen, organiseert fokprogramma's (stamboek en VBN) en werkt projectmatig om de oude gedomesticeerde Belgische rassen te behouden voor de toekomst. SLE heeft een grote collectie dieren in het Levend Erfgoedpark in Puyenbroeck, Wachtebeke (Oost-Vlaanderen).
Het tijdschrift 'De Ark' wordt door de vereniging vier keer per jaar uitgegeven. In samenwerking met het Davidsfonds werd het naslagwerk Levend Erfgoed, boerderij- en neerhofdieren uit onze streken uitgebracht, naast enkele andere boeken en boekjes. Sinds het einde van de 20e eeuw wordt jaarlijks op het einde van augustus de 'Levend Erfgoed expo' georganiseerd.
Eind 2018 werd door SLE het label 'Levend Erfgoedhof' in het leven geroepen. Doel van dit label is waardevolle initiatieven rond levend erfgoed te erkennen en te ondersteunen.